# Chiasmocleis mehelyi
Chiasmocleis mehelyi är en groddjursart som beskrevs av Ulisses Caramaschi och Cruz 1997. Chiasmocleis mehelyi ingår i släktet Chiasmocleis och familjen Microhylidae. IUCN kategoriserar arten globalt som otillräckligt studerad. Inga underarter finns listade i Catalogue of Life.